# Вулиця Слави Стецько
Вулиця Слави Стецько — вулиця в Івано-Франківську. З'єднує вулиці Євгена Коновальця та Степана Бандери.

## Історія та особливості
1957 року новозасновану вулицю назвали іменем С. Тудора, українського радянського письменника, публіциста й комуністичного діяча.
У серпні 2003 року названа іменем Слави Стецько, української політичної діячки в еміґрації, дружини Ярослава Стецька. Була народним депутатом України від Надвірнянського округу Івано-Франківської області. На одному з будинків на початку вулиці 2007 року встановлена меморіальна дошка С. Стецько.
Майже на початку вулиця поділяється на два рукави у вигляді літери «ч». Головний — криволінійний, робить вигин ліворуч і далі йде паралельно до другорядного. Головний рукав має проїзну частину, тротуари, на ньому стоїть більша частина забудови. Це дво-, три-, чотириповерхові будинки 1950-1960-х рр.
Другий рукав — це пішохідна асфальтована алея, обсаджена фруктовими деревами. На ній по обох боках 9 типових двоповерхових котеджів. Їх, за словами мешканців, протягом 1958—1961 збудував котельнозварювальний завод для своїх працівників.
На вулиці знаходиться фірма з продажу російських автомобілів корпорації «АИС». Вона займає значну площу в місці розгалуження двох рукавів.